# Liga ASOBAL de 2013–14
A Liga ASOBAL de 2013–2014 foi a 24º edição da Liga ASOBAL como primeira divisão do handebol espanhol. Com 16 equipes participantes o campeão foi o FC Barcelona Handbol.

## Classificação final
|    | Time                      | J  | V  | E | D  | GM   | GS  | SG   | Pts |
| -- | ------------------------- | -- | -- | - | -- | ---- | --- | ---- | --- |
| 1  | Barcelona Intersport      | 30 | 30 | 0 | 0  | 1146 | 709 | 437  | 60  |
| 2  | Naturhouse La Rioja       | 30 | 22 | 3 | 5  | 915  | 803 | 112  | 47  |
| 3  | Fraikin Granollers        | 30 | 20 | 2 | 8  | 791  | 735 | 56   | 42  |
| 4  | Huesca                    | 30 | 18 | 4 | 8  | 816  | 804 | 12   | 40  |
| 5  | Reale Ademar León         | 30 | 16 | 4 | 10 | 867  | 843 | 24   | 36  |
| 6  | GlobalCaja C. Encantada   | 30 | 11 | 7 | 12 | 761  | 796 | −35  | 29  |
| 7  | Helvetia Anaitasuna       | 30 | 13 | 2 | 15 | 769  | 790 | −21  | 28  |
| 8  | Guadalajara               | 30 | 12 | 3 | 15 | 788  | 797 | −9   | 27  |
| 9  | Aragón                    | 30 | 11 | 3 | 16 | 827  | 878 | −51  | 25  |
| 10 | Frigoríficos del Morrazo  | 30 | 10 | 5 | 15 | 773  | 806 | −33  | 25  |
| 11 | Ángel Ximénez             | 30 | 9  | 5 | 16 | 771  | 834 | −63  | 23  |
| 12 | Juanfersa Grupo Fegar     | 30 | 10 | 3 | 17 | 738  | 810 | −72  | 23  |
| 13 | Fertiberia Puerto Sagunto | 30 | 10 | 2 | 18 | 816  | 900 | −84  | 22  |
| 14 | V. Aranda Top Ribera      | 30 | 9  | 4 | 17 | 811  | 893 | −82  | 22  |
| 15 | Cuatro Rayas Valladolid   | 30 | 8  | 6 | 16 | 779  | 827 | −48  | 22  |
| 16 | Bidasoa Irun              | 30 | 3  | 3 | 24 | 717  | 860 | −143 | 9   |

|  | EHF Champions League       |
|  | EHF Cup                    |
|  | Relegado División de Plata |

## Estatisticas

### Artilheiros
| Rank | Nome                | Time                      | Gols | J  | GPG  |
| ---- | ------------------- | ------------------------- | ---- | -- | ---- |
| 1    | José Mario Carrillo | Reale Ademar León         | 179  | 30 | 5.97 |
| 2    | Léo Renaud-David    | GlobalCaja C. Encantada   | 169  | 29 | 5.83 |
| 3    | Michael Apelgren    | Fertiberia Puerto Sagunto | 165  | 29 | 5.69 |
| 4    | Álvaro Cabanas      | V. Aranda Top Ribera      | 158  | 30 | 5.27 |
| 5    | David Cuartero      | Huesca                    | 158  | 30 | 5.27 |

### Goleiros
| Rank | Nome           | Time                      | Defesas | Tiros | %      |
| ---- | -------------- | ------------------------- | ------- | ----- | ------ |
| 1    | Matías Schulz  | Fraikin Granollers        | 378     | 1030  | 36.70% |
| 2    | Jorge Gómez    | Aragón                    | 358     | 1168  | 30.65% |
| 3    | David Bruixola | Fertiberia Puerto Sagunto | 349     | 1125  | 31.02% |
| 4    | Adam Savić     | Juanfers Grupo Fegar      | 314     | 974   | 32.24% |
| 5    | Javier Díaz    | V. Aranda Top Ribera      | 313     | 1075  | 29.12% |